# Stephanopachys cribratus
Stephanopachys cribratus är en skalbaggsart som först beskrevs av Leconte 1866.  Stephanopachys cribratus ingår i släktet Stephanopachys och familjen kapuschongbaggar. Inga underarter finns listade i Catalogue of Life.

## Bildgalleri

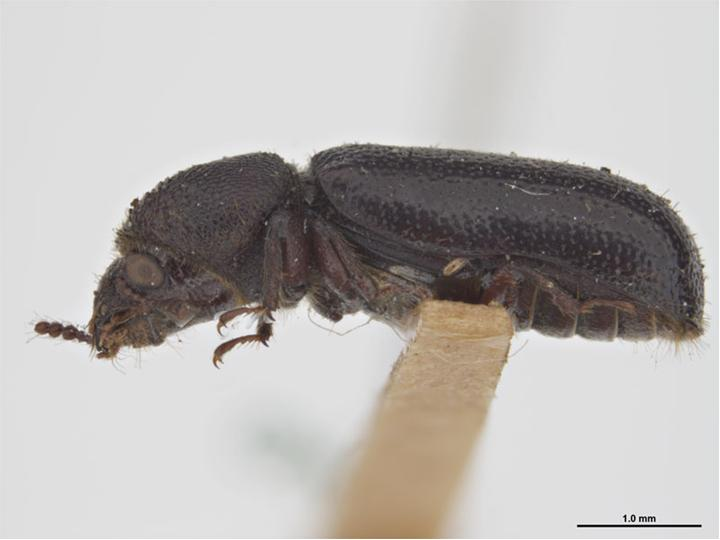